# الکساندر یوانویچ (بازیکن فوتبال، زاده ۱۹۹۲)
الکساندر یوانویچ (سیریلیک صربی: Александар Јовановић؛ زادهٔ ۶ دسامبر ۱۹۹۲) بازیکن فوتبال اهل صربستان است.
از باشگاه‌هایی که در آن بازی کرده‌است می‌توان به باشگاه فوتبال اوئسکا اشاره کرد.
وی همچنین در تیم‌های ملی فوتبال صربستان بازی کرده‌است.